# Путници са Сплендида
Путници са Сплендида је југословенски филм, снимљен 1956. године у режији Миленка Штрбца.

## Радња
Група старијих морепловаца испловљава на једрењаку „Сплендид“, са жељом да докажу да је он бољи од парних бродова чија незадржива експанзија угрожава њихов живот. Када у олујној ноћи, одбијају помоћ парног брода и решени да ако треба и изгубе живот, морнари открију дечака скривеног на броду, и тада почиње њихова очајничка борба за самоодржање.

## Ликови
| Глумац               | Улога                |
| -------------------- | -------------------- |
| Александар Стојковић | Капетан Лујо         |
| Драгутин Тодић       | Капетан Јакша        |
| Рудолф Кукић         | Капетан Буне         |
| Јосип Запалорто      | Капетан Анђело Перић |
| Србољуб Петровић     | Дечак Иво            |
| Живан Чукулић        | Капетан Мамле        |
| Андро Марјановић     | Капетан Јаков        |
| Станко Буханац       | Шјор Луко            |
| Стјепан Писек        | Шјор Бартол          |
| Иван Ђурђевић        |                      |

Комплетна филмска екипа  ▼
| Редитељ                   | Миленко Штрбац         |                            |
| Сценариста                | Милан Булатовић        |                            |
| Сценариста                | Миленко Штрбац         |                            |
| Композитор                | Бојан Адамич           |                            |
| Директор фотографије      | Драгољуб Караџиновић   | директор фотографије       |
| Директор фотографије      | Миодраг Сукијасовић    |                            |
| Mонтажер                  | Јелена Бјењаш          |                            |
| Mонтажер                  | Ружица Цвингл          |                            |
| Сценограф                 | Владимир Тадеј         |                            |
| Уметнички директор        | Властимир Гаврик       |                            |
| Уметнички директор        | Слободан Мијачевић     |                            |
| Костимограф               | Марко Церовац          |                            |
| Костимограф               | Славко Јамбрежић       |                            |
| Одсек за шминку           | Мирко Мачкић           | шминкер                    |
| Менаџер продукције        | Ђорђе Крстић           | директор филма             |
| Помоћник режије           | Милорад Јакшић Фанђо   | помоћник редитеља          |
| Помоћник режије           | Миодраг Микос Петровић | помоћник редитеља          |
| Помоћник режије           | Мате Реља              | помоћник редитеља          |
| Уметнички одсек           | С. Делић               | сценски реквизитер         |
| Уметнички одсек           | Тихомир Пилетић        | сет дизајнер               |
| Уметнички одсек           | Стево Влаховић         | сценски реквизитер         |
| Одсек за звук             | Божидар Вукадиновић    | тон мајстор                |
| Одсек за камеру и расвету | Владета Ђорђевић       | пратилац камере            |
| Одсек за камеру и расвету | Миливоје Миливојевић   | пратилац камере            |
| Одсек за камеру и расвету | Драгутин Новак         | вођа расвете (као Д.Новак) |
| Остала екипа              | Нада Недељковић        | секретар режије            |